# 구이산섬

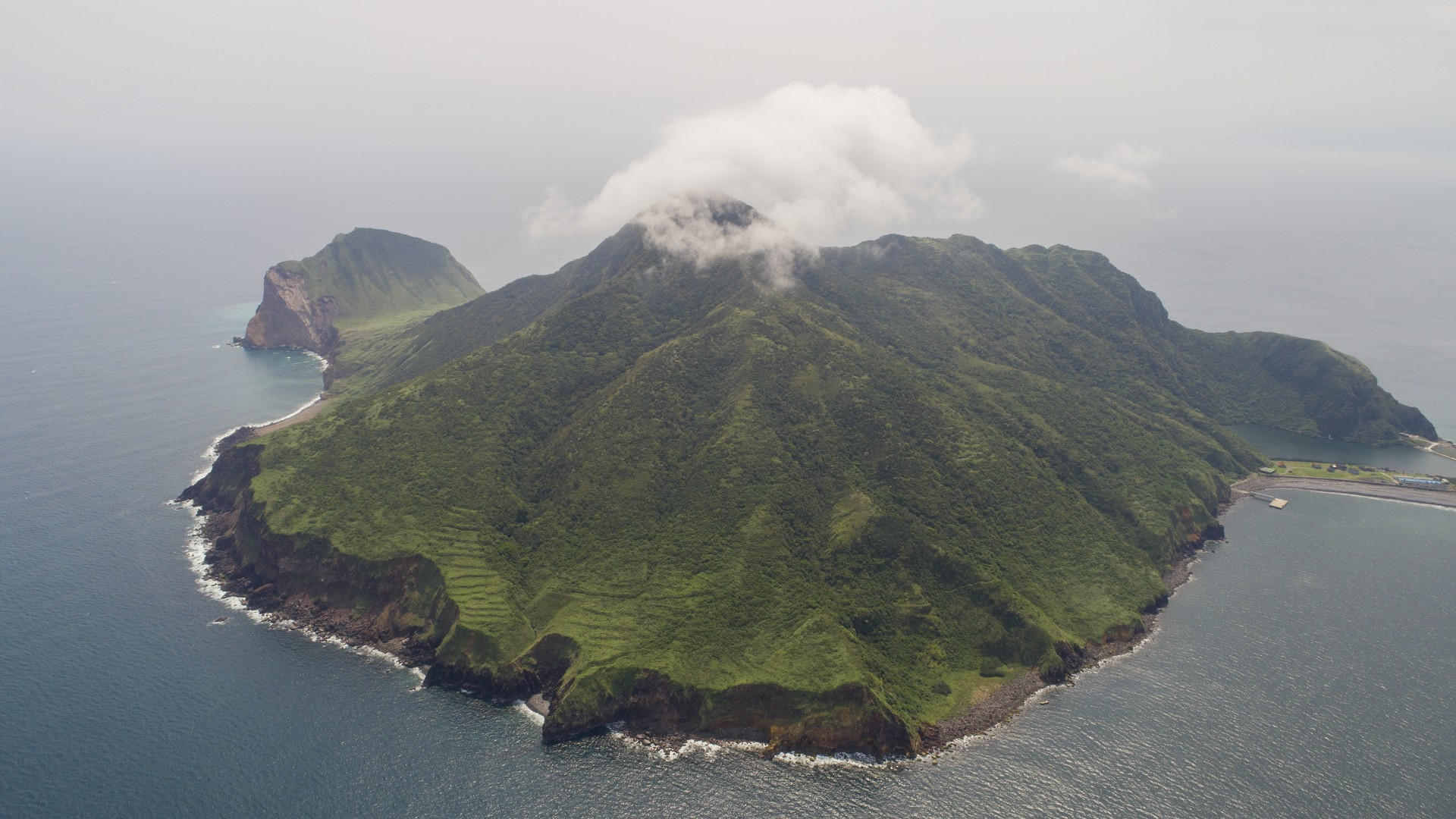

구이산섬(Guishan Island) 또는 거북섬(Turtle Island)은 타이완 동쪽에 위치한 섬이다. 섬의 모양이 거북을 닮아 거북섬이라는 이름이 붙었다. 높이 401m의 화산섬이다.
활화산으로 1775년부터 1795년까지 분화하였다. 여전히 화산 활동이 활발해 해저에 푸마롤과 온천이 있다. 거북섬의 해저 온천은 세계에서 흔히 볼 수 없는 온천의 형태이며 분기로 인해 거품 같은 기포가 올라온다. 본섬과 가까워 본섬에서 잘 보인다.